# مارتین بریتانیا
مارتین بریتانیا (انگلیسی: Martin Brittain؛ زادهٔ ۲۹ دسامبر ۱۹۸۴) بازیکن فوتبال اهل بریتانیا است.
از باشگاه‌هایی که در آن بازی کرده‌است می‌توان به باشگاه فوتبال بلیث اسپارتانس، باشگاه فوتبال یئوویل تاون، باشگاه فوتبال سلتیک نیشن، باشگاه فوتبال اشینگتون، باشگاه فوتبال گیتزهد، باشگاه فوتبال کارلایل یونایتد، باشگاه فوتبال ایپسویچ تاون، باشگاه فوتبال کیدرمینستر هاریرس، باشگاه فوتبال نیوکاسل یونایتد، و باشگاه فوتبال والسال اشاره کرد.